# Guerra Iemenita de 1979
A Guerra Iemenita de 1979 foi um conflito militar breve entre o Iêmen do Norte e o Iêmen do Sul. A guerra se desenvolveu a partir de uma ruptura nas relações entre os dois países após os presidentes de ambos serem derrubados em golpes. A hostilidade da retórica das novas lideranças de ambos os países aumentou, levando a combates fronteiriços de pequena escala, o que, por sua vez se transformou em uma guerra completa explodido em fevereiro em 1979. O Iêmen do Norte apareceu a beira de uma derrota decisiva, contudo isto foi impedido por uma mediação bem sucedida na forma do Acordo do Kuwait de 1979, que resultou em forças da Liga Árabe sendo implantadas para patrulhar a fronteira Norte-Sul. Um acordo para unir os dois países também foi assinado, embora não fosse implementado. 

## Conflito
O Iêmen do Sul foi acusado de estar fornecendo ajuda aos rebeldes no norte do país, através da Frente Democrática Nacional e cruzar a fronteira. 
Em 28 de fevereiro, as forças Iêmen do Norte e do Iêmen do Sul começaram a disparar de um lado para o outro da fronteira.  As força do Iêmen do Norte, lideradas por alguns oficiais radicais do exército, cruzaram a fronteira do Iêmen do Sul e atacaram várias aldeias.  O Iêmen do Sul, com o apoio da União Soviética, Cuba e Alemanha Oriental, respondeu invadindo o norte.  O Iêmen do Sul também foi apoiado pela FDN, que estava no meio de combates em sua própria rebelião contra o governo do Iêmen do Norte.
Com a escalada da guerra, a Arábia Saudita e os Estados Unidos se apressaram para reforçar o armamento do governo do Iêmen do Norte. Citando a suposta agressão do Iêmen do Sul apoiado pelos soviéticos contra o Iêmen do Norte e a ameaça que poderia representar para a Arábia Saudita, aliado estadunidense; os Estados Unidos deram um grande passo para a assistência militar ao governo do Iêmen do Norte.
Como parte disto, os Estados Unidos forneceram 12 aviões F-5E ao Iêmen do Norte, a fim de fortalecer o governo. No entanto, não havia pilotos no Iêmen do Norte treinados em voar no F-5E, e como resultado, os Estados Unidos e a Arábia Saudita providenciaram 80 pilotos de Taiwan, além de equipes de solo e unidades de defesa anti-aéreas enviadas para o Iêmen do Norte. 
A força-tarefa da Marinha dos Estados Unidos também foi enviada ao Mar da Arábia, em resposta à escalada de violência. As forças do sul avançaram até a cidade de Taizz antes de se retirar. 

## Consequências

### Acordo do Kuwait de 1979
Em março, os líderes do Iêmen do Norte e do Sul se reuniram no Kuwait para uma cúpula de reconciliação, em parte, à forte insistência do Iraque. As negociações foram mediadas pela Liga Árabe. No âmbito do Acordo do Kuwait, as duas partes reafirmaram o seu compromisso com o objetivo e o processo de unificação do Iêmen, tal como tinha sido explicitado no Acordo de Cairo de 1972. O acordo de unificação foi particularmente resultado da pressão do Iraque, Síria e Kuwait, todos os quais defendiam um mundo árabe unificado a fim de melhor responder às questões decorrentes dos Acordos de Camp David, a invasão soviética do Afeganistão e a Revolução Iraniana. O trabalho para um projeto de constituição para um Iêmen unido prosseguiu ao longo dos próximos dois anos, no entanto a maioria das tentativas de implementar o espírito e a letra do acordo foram colocados em espera até 1982, e o fim da rebelião da Frente Democrática Nacional apoiada pelo Iêmen do Sul. 